# Ginástica nos Jogos Olímpicos de Verão de 1896 - Salto
A prova de Saltos foi o terceiro evento da ginástica nos Jogos Olímpicos de Verão de 1896 a se realizar no dia 9 de abril. 15 atletas de cinco países disputaram a prova.

## Medalhistas
| Ouro   | GER Carl Schuhmann      |
| Prata  | SUI Louis Zutter        |
| Bronze | GER Hermann Weingärtner |

## Resultados
| Pos. | Atleta                  |
| ---- | ----------------------- |
|      | GER Carl Schuhmann      |
|      | SUI Louis Zutter        |
|      | GER Hermann Weingärtner |
| -    | GER Konrad Böcker       |
| -    | BUL Charles Champaud    |
| -    | GER Alfred Flatow       |
| -    | GER Gustav Flatow       |
| -    | GER Georg Hillmar       |
| -    | HUN Gyula Kakas         |
| -    | GER Fritz Manteuffel    |
| -    | GER Karl Neukirch       |
| -    | GER Richard Röstel      |
| -    | GER Gustav Schuft       |
| -    | SWE Henrik Sjöberg      |
| -    | HUN Desiderius Wein     |